# Пруф (міцність алкоголю)
Пруф (англ. alcohol proof, proof spirit) — одиниця вимірювання міцності напоїв в англомовних країнах. Визначення одиниці відрізняється у Великій Британії та США. В даний час в США пруф дорівнює подвоєній кількості градусів алкоголю, у Великій Британії більш не застосовується (історично дорівнював 7/4 градусів алкоголю).

## Історія
У Великій Британії з XVIII століття до січня 1980 року міцність напоїв вимірювали по відношенню до англ. proof spirit, який мав густину 12/13 від густини води, або міцності 57,15 градуса.
Назва веде до XVI століття, коли в платню англійських моряків входила порція рому. Щоб переконатися, що ром не розбавлений водою, доказ (англ. proof) його міцності наводився шляхом змішування з порохом. Якщо змочений ромом порох було неможливо запалити, то міцність рому вважалася недостатньою (англ. under proof). Порох не горів в суміші з вмістом алкоголю нижче 57%, тому міцність в 57 градусів стала називатися англ. "100° proof". З 1816 року випробування порохом було замінено на вимірювання густини.

## Сучасні одиниці

### Велика Британія
Величина 57,15% дуже близька до 4/7 ≈ 0,5714. Тому у Великій Британії застосовувався коефіцієнт 7/4 = 1,75 для перерахунку між об'ємним відсотком алкоголю і пруф. Так, 40-градусний напій позначався як англ. 70° proof, а чистий спирт — 175°. З 1 січня 1980 року, Велика Британія перейшла на систему об'ємних відсотків відповідно до правил Євросоюзу.

### США
У США пруф з'явився близько 1848 року і самого початку визначався аналогічно градусу: 50% алкоголю за обсягом відповідає англ. 100 proof.

## Канада
Законодавство Канади слідує американському і використовує об'ємні відсотки алкоголю. Однак, неформально використовується також британський пруф: англ. over-proof rum означає більш ніж 57% алкоголю.